# Luisa di Anhalt-Dessau
Luisa di Anhalt-Dessau (Dessau, 21 agosto 1709 – Bernburg, 29 luglio 1732) era figlia di Leopoldo I di Anhalt-Dessau, duca di Anhalt-Dessau dal 1660 al 1693, e di Anna Luisa Föhse.
Venne data in sposa a Vittorio Federico, principe di Anhalt-Bernburg dal 1621 al 1665. Il matrimonio, che legava due rami distinti degli Ascanidi, venne celebrato a Dessau il 25 novembre 1724.
L'unione però si rivelò poco feconda: Luisa riuscì a dare alla luce soltanto una figlia:
- Sofia Luisa (Bernburg, 29 giugno 1732-Baruth, 6 ottobre 1786).

A causa delle complicanze del parto, morì un mese dopo. Suo marito, dovendo pensare ad avere un erede, si risposò l'anno dopo, il 22 maggio 1733 con la principessa Albertina di Brandenburg-Schwedt da cui ebbe altri figli.
Sua figlia Sofia Luisa raggiunse l'età adulta e divenne data in sposa al conte Federico di Solms-Baruth, che sposò nel 1753.

## Ascendenza
|                                      |   |                                | Genitori                              |  |  | Nonni |  |  | Bisnonni                           |  |  | Trisnonni                           |  |
|                                      |   |                                |                                       |  |  |       |  |  | Giovanni Casimiro di Anhalt-Dessau |  |  | Giovanni Giorgio I di Anhalt-Dessau |  |
|                                      |   |                                |                                       |  |  |       |  |  | Giovanni Casimiro di Anhalt-Dessau |  |  | Giovanni Giorgio I di Anhalt-Dessau |  |
|                                      |   | Dorotea del Palatinato-Simmern |                                       |  |  |       |  |  | Giovanni Casimiro di Anhalt-Dessau |  |  |                                     |  |
| Giovanni Giorgio II di Anhalt-Dessau |   |                                |                                       |  |  |       |  |  | Giovanni Casimiro di Anhalt-Dessau |  |  |                                     |  |
|                                      |   | Agnese d'Assia-Kassel          | Maurizio d'Assia-Kassel               |  |  |       |  |  |                                    |  |  |                                     |  |
|                                      |   | Agnese d'Assia-Kassel          | Maurizio d'Assia-Kassel               |  |  |       |  |  |                                    |  |  |                                     |  |
|                                      |   | Agnese d'Assia-Kassel          | Giuliana di Nassau-Dillenburg         |  |  |       |  |  |                                    |  |  |                                     |  |
| Leopoldo I di Anhalt-Dessau          |   | Agnese d'Assia-Kassel          |                                       |  |  |       |  |  |                                    |  |  |                                     |  |
|                                      |   | Federico Enrico d'Orange       | Guglielmo I d'Orange                  |  |  |       |  |  |                                    |  |  |                                     |  |
|                                      |   | Federico Enrico d'Orange       | Guglielmo I d'Orange                  |  |  |       |  |  |                                    |  |  |                                     |  |
|                                      |   | Federico Enrico d'Orange       | Louise de Coligny                     |  |  |       |  |  |                                    |  |  |                                     |  |
| Enrichetta Caterina d'Orange         |   | Federico Enrico d'Orange       |                                       |  |  |       |  |  |                                    |  |  |                                     |  |
|                                      |   | Amalia di Solms-Braunfels      | Giovanni Alberto I di Solms-Braunfels |  |  |       |  |  |                                    |  |  |                                     |  |
|                                      |   | Amalia di Solms-Braunfels      | Giovanni Alberto I di Solms-Braunfels |  |  |       |  |  |                                    |  |  |                                     |  |
|                                      |   | Amalia di Solms-Braunfels      | Agnese di Sayn-Wittgenstein           |  |  |       |  |  |                                    |  |  |                                     |  |
| Luisa di Anhalt-Dessau               |   | Amalia di Solms-Braunfels      |                                       |  |  |       |  |  |                                    |  |  |                                     |  |
|                                      | … | …                              |                                       |  |  |       |  |  |                                    |  |  |                                     |  |
|                                      | … | …                              |                                       |  |  |       |  |  |                                    |  |  |                                     |  |
|                                      | … | …                              |                                       |  |  |       |  |  |                                    |  |  |                                     |  |
| Rudolf Föhse                         | … |                                |                                       |  |  |       |  |  |                                    |  |  |                                     |  |
|                                      |   | …                              | …                                     |  |  |       |  |  |                                    |  |  |                                     |  |
|                                      |   | …                              | …                                     |  |  |       |  |  |                                    |  |  |                                     |  |
|                                      |   | …                              | …                                     |  |  |       |  |  |                                    |  |  |                                     |  |
| Anna Luisa Föhse                     |   | …                              |                                       |  |  |       |  |  |                                    |  |  |                                     |  |
|                                      |   | …                              | …                                     |  |  |       |  |  |                                    |  |  |                                     |  |
|                                      |   | …                              | …                                     |  |  |       |  |  |                                    |  |  |                                     |  |
|                                      |   | …                              | …                                     |  |  |       |  |  |                                    |  |  |                                     |  |
| Agnese Ohme                          |   | …                              |                                       |  |  |       |  |  |                                    |  |  |                                     |  |
|                                      |   | …                              | …                                     |  |  |       |  |  |                                    |  |  |                                     |  |
|                                      |   | …                              | …                                     |  |  |       |  |  |                                    |  |  |                                     |  |
|                                      |   | …                              | …                                     |  |  |       |  |  |                                    |  |  |                                     |  |
|                                      |   | …                              |                                       |  |  |       |  |  |                                    |  |  |                                     |  |